# Capilla de San Isidro (Algeciras)

La Capilla de San Isidro es un templo de culto católico situado en uno de los barrios de la Villa Nueva de Algeciras. Aunque se conoce la existencia de una capilla en honor de San Isidro en la zona desde principios del siglo XVIII debido a la fuerte presencia de labradores en el vecindario no fue hasta 1787 cuando comenzó a edificase la capilla actual en una de las esquinas de la plazoleta del barrio de Matagorda. Tras paralizarse las obras en numerosas ocasiones a finales del siglo XIX la única nave ejecutada del edificio es acondicionada como almacén y luego vendida a un particular que instaló en ella una escuela. En 1934 la capilla es finalmente comprada por el ayuntamiento de la ciudad y vendida al Obispado de Cádiz que la consagra ese mismo año.

## Descripción
El edificio actual mantiene la única nave erigida a principios del siglo XIX por no haberse terminado el campanario ni las naves laterales planificadas. Los avatares de su construcción hacen que el edificio sea muy simple con una cubierta de la nave plana y carente de cualquier tipo de ornamentación arquitectónica. El tejado es simple, a tres aguas con tejas árabes. La fachada se encuentra rematada por una espadaña con campana y una hornacina con la imagen de su patrón San Isidro Labrador. Diferenciando los dos cuerpos y la espadaña se encuentra una moldura sencilla. Adosada al edificio se encuentra una sacristía con dos alturas, la superior utilizada como casa rectoral. En el interior del templo se observa una decoración a base de molduras de escayola de reciente instalación y sin valor artístico. Se venera en el templo un crucificado gótico, una imagen de San Isidro Labrador y las imágenes de Jesús Cautivo Medinaceli y Virgen de la Esperanza obras de Carlos Bravo Nogales de 1944 y 1948 que tienen una gran devoción en la localidad.

## Historia
Según ponen de manifiesto diversos planos levantados por el Cuerpo de Ingenieros al mando de Jorge Próspero de Verboom a principios del siglo XVIII el promontorio que hoy ocupa el barrio de San Isidro, denominado de la Matagorda, estuvo ocupado en la Edad Media por una fortificación, castillo o alcázar. Dominando el otero del cerro de Matagorda esta construcción debió conservarse en pie hasta la segunda década de ese siglo cuando se instala en ella una pequeña capilla dedicada a Nuestra Señora de Belén y San Isidro Labrador por ser los escasos habitantes del barrio labradores de las numerosas huertas del lugar y del inmediato valle del Secano. Poco se conoce de esta primitiva capilla salvo que no llegó a consagrarse y acabó desapareciendo cuando el caserío de la zona aumentó en número.

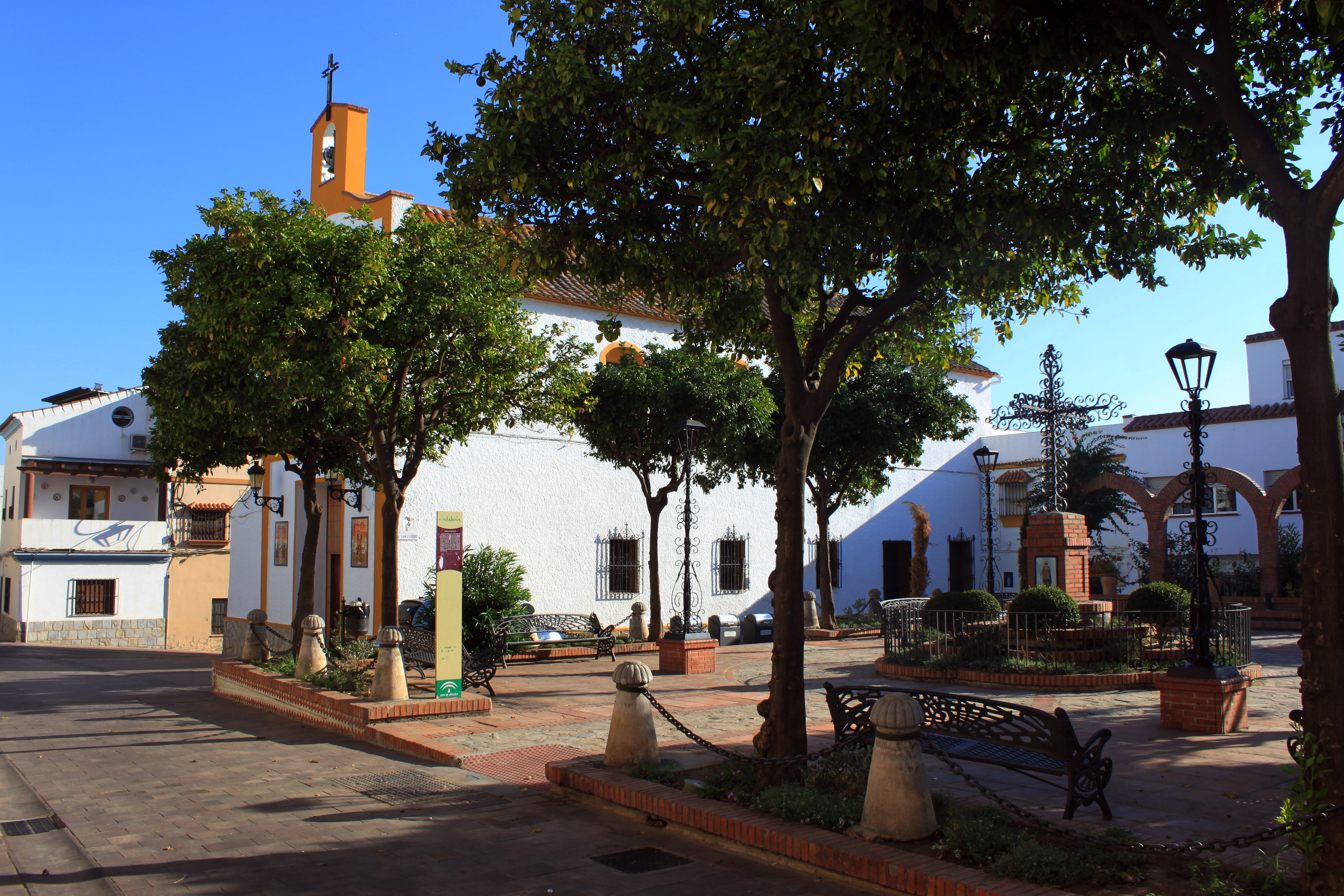
Plazoleta de San Isidro, a la izquierda la fachada lateral de la capilla.

Por iniciativa del ayuntamiento de la localidad y de Obispado de Cádiz en 1787 en un lugar cercano a la antigua capilla y en una de las esquinas de la plazoleta allí formada comenzó a edificarse una iglesia sufragada por los promotores y vecinos particulares. Las obras del templo tuvieron que paralizarse en 1803 debido a que todo el dinero llegado del obispado fue dedicado a terminar las obras del campanario de la Iglesia de Nuestra Señora de la Palma. En 1813 tuvieron que paralizarse de nuevo las obras por un litigio interpuesto por el propietario del solar adyacente cuando se había ejecutado la nave central, la sacristía y la escalera que debía dar acceso al campanario. El acuerdo adoptado entre el ayuntamiento y el dueño del solar obligó a reducir la superficie edificable, quedando sin ejecutar el campanario y las naves laterales proyectadas. En 1820 la construcción fue acondicionada como almacén mientras se reanudaban las obras y en 1841 fue arrendado a un vecino y más tarde expropiado y vendido en subasta pública. El edificio fue entonces adquirido por José Santacana y acondicionado como escuela. La falta de mantenimiento hizo que ya en 1870 cuando representantes del obispado visitaron las obras la capilla se hallara inconclusa y amenazando ruina.
Llegado el siglo XX la plazoleta de San Isidro se haya completamente urbanizada con una plaza pública con pozo rodeada de casas bajas y patios de vecinos. La capilla no había llegado a ser consagrada y ejercía funciones de cuartel. No sería hasta 1934 cuando la capilla es comprada por el ayuntamiento de Algeciras, reparada y cedida al Obispado de Cádiz para su consagración como templo debido a que el incremento de la población hacía insuficientes las tres parroquias que por entonces tenía la ciudad. El templo ejerce de parroquia hasta el año 1974 en que se traspasa esta función a la cercana iglesia de María Auxiliadora quedando como templo auxiliar.